# RPS3A
La proteína ribosomal S3A (RPS3A) es una proteína codificada en humanos por el gen rps3A.
Los ribosomas, orgánulos que catalizan la síntesis de proteínas, se constituyen de una subunidad pequeña 40S y de una subunidad grande 60S. Estas subunidades están compuestas de 4 especies de ARN y aproximadamente 80 proteínas estructuralmente distintas. RPS3A pertenece a la familia de proteínas ribosomales S3AE. Se localiza en el citoplasma. La mutación o deleción de este gen en ratas, donde también se denomina como proteína efectora de la transformación de v-fos, da lugar a la reversión del fenotipo transformado.
Se han descrito variantes transcripcionales que codifican diferentes isoformas de la proteína. Este gen se co-transcribe con los genes de ARN pequeño nucleolar U73A y U73B, que están situados en los intrones cuarto y tercero, respectivamente. Como suele ocurrir en aquellos genes que codifican proteínas ribosomales, existen multitud de pseudogenes procesados de este gen dispersados a lo largo del genoma.

## Interacciones
La proteína RPS3A ha demostrado ser capaz de interaccionar con:
- DDIT3[4]